# IC 316/1
IC 316/1 је спирална галаксија у сазвијежђу Персеј која се налази на листи објеката дубоког неба у Индекс каталогу.
Деклинација објекта је + 41° 55' 43" а ректасцензија 3h 21m 19,9s. Привидна величина (магнитуда) објекта IC 316 износи 14,2 а фотографска магнитуда 15,0. IC 3161 је још познат и под ознакама MCG 7-7-74, CGCG 540-112, PGC 12576.